# Телегин, Фёдор Викторович
Фёдор Викторович Телегин (род. 23 января 1958, Дергачи) — советский и российский юрист и государственный деятель, председатель Орловского областного суда (2011—2018) и Саратовского областного суда (2018—2021).

## Биография
Фёдор Викторович Телегин родился 23 января 1958 года в посёлке Дергачи Саратовской области.
- 1982 год — окончание судебно-прокурорского факультета Саратовского юридического института имени Д. И. Курского.
- 1982 год — 1990 год — работа в прокуратуре Калининского района Саратовской области, прошёл путь от стажёра до заместителя прокурора района.
- 1990 год — 1992 год — работа в должности прокурора по надзору за рассмотрением гражданских дел в судах прокуратуры Саратовской области.
- 1992 год — 1994 год — судья Октябрьского районного народного суда города Саратова.
- 1994 год — 2006 год — судья Саратовского областного суда[1].
- 1998 год — 2011 год — член президиума Саратовского областного суда[2].
- 2002 год — 2006 год — председатель Квалификационной коллегии судей Саратовской области.
- 2006 год — 2011 год — заместитель председателя Саратовского областного суда[3].
- 2006 год — 2008 год — член Совета судей Саратовской области.
- 2007 год — 2011 год — председатель комиссии Совета судей Саратовской области по этике.
- 2008 год — 2011 год — председатель Совета судей Саратовской области.
- 2011 год — 2018 год — председатель Орловского областного суда[4][5].
- 2018 год — 2021 год — председатель Саратовского областного суда[6].
- 2021 год — ушёл в отставку[7].
- С 2022 года — председатель Саратовского отделения Российского объединения судей[8].

## Награды
- Медаль «За заслуги перед судебной системой Российской Федерации» II степени
- Нагрудный знак «За служение правосудию»[9]
- Благодарности председателя Верховного суда Российской Федерации
- Почётная грамота Губернатора Саратовской области[10]